# Little Fort
Little Fort ist eine gemeindefreie Siedlung in der Region Thompson Country im südlichen Zentrum der kanadischen Provinz British Columbia. Die ehemalige Fährstation liegt unmittelbar westlich der Mündung des Lemieux Creek am Westufer des North Thompson River. An der Kreuzung des British Columbia Highway 24 mit dem British Columbia Highway 5 gelegen, ist die Siedlung etwa 93 Straßenkilometer nördlich von Kamloops und 30 Straßenkilometer südwestlich von Clearwater entfernt.

## Geschichte
Seit den 1820er Jahren führte der Hudson's Bay Brigade Trail von Fort Alexandria zum North Thompson River bis zu diesem Punkt. Paul Fraser, der 1850 die Verantwortung für Fort Kamloops übernahm, gründete einen Außenposten der Hudson’s Bay Company (HBC) am Ostufer des Flusses. Um die Örtlichkeit vom Haupt-Fort in Kamloops zu unterscheiden, wurde der Name Little Fort gewählt. Aufgrund der begrenzten Geschäfte wurde der Posten einige Jahre später aufgegeben. Die verlassenen Bauten blieben noch Jahrzehnte bestehen.:25

### Frühere Siedlung
Antime Lemieux, der erste europäische Siedler, gründete 1893 einen Handelsposten am Westufer. Napoleon Genier besiedelte mit seiner Familie 1896 das Ostufer.:25
Der fruchtbare Sandboden zog in den Jahren 1907 und 1908 mehr Familien an. Zwei Männer aus Spokane (Washington) kauften das Unternehmen von Lemieux, welches der Partner namens Ross führte. Auf den Böden und Wänden wurden 1901 Blutspritzer entdeckt; Ross wurde vermisst. Trotz einer polizeilichen Untersuchung wurde nie Anklage erhoben. Aus Hygienegründen wurde das verlassene Gebäude 1957 niedergebrannt. Eine spätere Einebnung des Geländes brachte ein menschliches Skelett zutage.:26
Von 1907 bis 1909 wurde am Ostufer ein Postamt betrieben.
Mt. Olie, ein nahegelegener Hügel, wurde nach Olie Olesen benannt, einem frühen Siedler aus der Nachbarschaft. Das 1910 am Westufer eröffnete Postamt wurde gleichfalls Mt. Olie genannt.
Um 1912 wurde das Stadtgebiet am Westufer, Mt. Olie, vermessen. Joseph H. Latremouille, der um 1907 an der Ostseite siedelte,:27 baute 1913 am Lemieux Creek eine Sägemühle. Sein Schwiegersohn Charlie Davis eröffnete im selben Jahr ein Hotel. In dieser Zeit wurde auch eine Pferderennbahn eröffnet. Die Sägemühle wurde 1917 von M. M. Etter gekauft. Jim Man Lee und sein Vater eröffneten 1919 einen Gemischtwarenladen und kauften das Hotel, welches nach einem Brand 1922 nicht wieder aufgebaut wurde.:328
Die Siedlungen zu beiden Seiten des Flusses wurden bis 1924 als Mt. Olie bezeichnet:28 und bis zur Mitte der 1930er Jahre als Little Fort.

## Verkehr

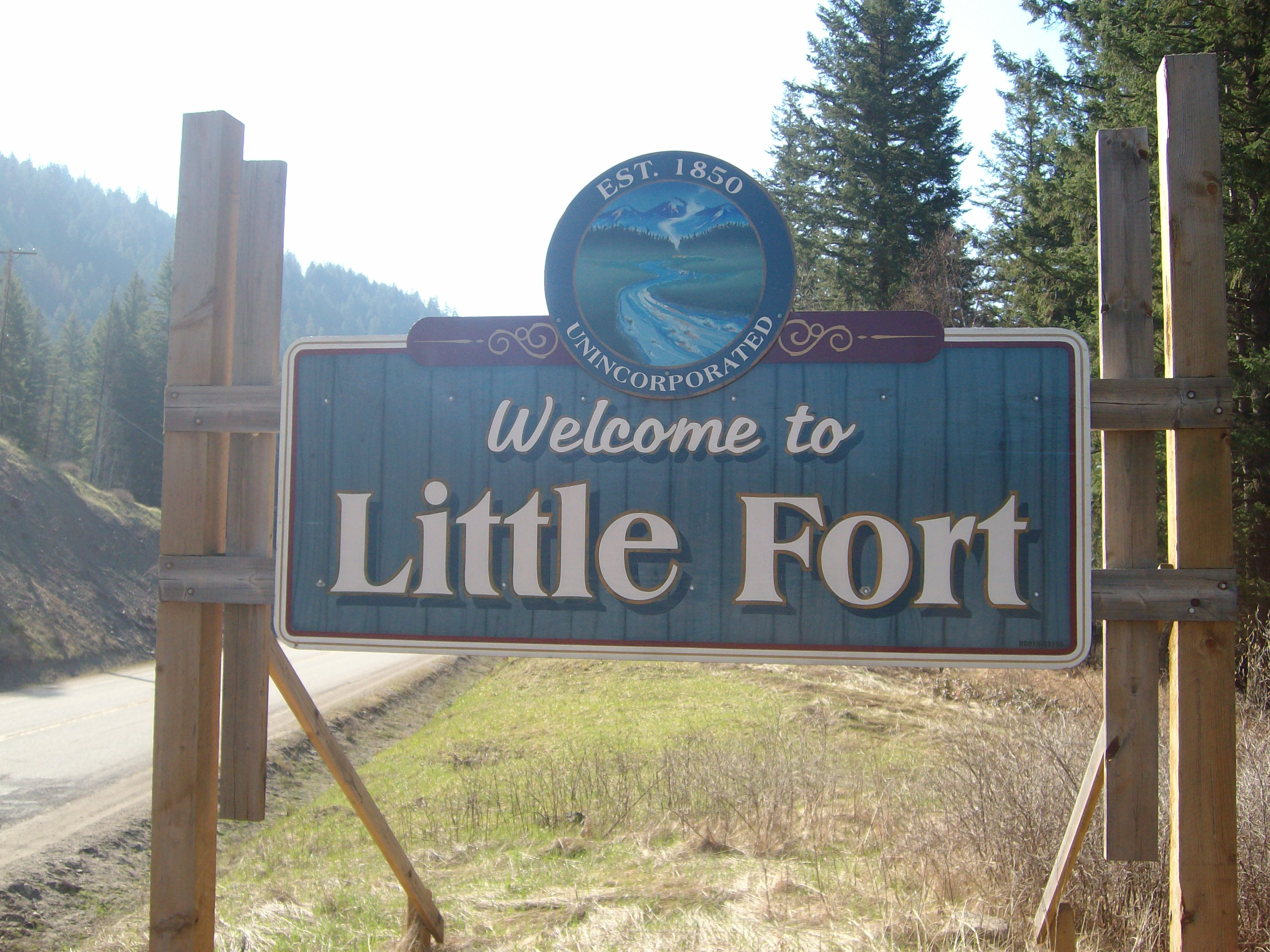
Willkommenstafel von Little Fort, 2011

Latremouille sr. stellte 1910 den Transport auf der Wagenstraße südwärts nach Chu Chua auf der Westseite sicher, nachdem die Regierung den Ausbau des dort verlaufenden Trails gefördert hatte. Im darauffolgenden Jahr gründete er eine Station in Kamloops. Diese Route bedienten seine Söhne Leodore und Hector Latremouille wöchentlich.:27, 327 George Mason und Albert Kempster kauften 1913 das Unternehmen.:328
Im Juni 1913 erreichte die östliche Erweiterung der Canadian Northern Railway (CNoR) den Ort. Die Fähre ermöglichte den Siedlern auf der Westseite des Flusses den Zugang zur Bahnstation auf der Ostseite.
Das Unternehmen North River Coach Lines, welches die Linie Kamloops–Little Fort unterhielt, erweiterte 1946 die Route nordwärts nach Birch Island.
Bevor 2018 alle Linien innerhalb der Provinz eingestellt wurden, reduzierte Greyhound Canada das Angebot bereits 2013 von zwei auf einen täglichen Halt in Orten wie Little Fort.
Die Linie Kamloops–Edmonton der Thompson Valley Charters hält in Little Fort.

## Spätere Siedlung
Als Zugangspunkt für mindestens 200 fischbare Seen bietet die Siedlung zwei Motels, eine Tankstelle, einen Pub und eine Kirche. Genau nördlich gibt es ein Motel mit Café und Campingplatz.